# Linus Nässén (ishockeyspelare född 2000)
Håkan Linus Nässén, född 17 maj 2000 i Hönö, Bohuslän, är en svensk professionell ishockeyspelare som just nu spelar för Frölunda HC i SHL. Hans moderklubb är Skärgårdens SK.